# Кешлак-е Сардар
Кешлак-е Сардар (перс. قشلاق سردار) — село в Ірані, у дегестані Хошкруд, у Центральному бахші, шахрестані Зарандіє остану Марказі. За даними перепису 2006 року, його населення становило 0 осіб, що проживали у складі 0 сімей.

## Клімат
Середня річна температура становить 14,66 °C, середня максимальна – 33,77 °C, а середня мінімальна – -8,16 °C. Середня річна кількість опадів – 259 мм.
| Клімат поселення                              | Клімат поселення | Клімат поселення | Клімат поселення | Клімат поселення | Клімат поселення | Клімат поселення | Клімат поселення | Клімат поселення | Клімат поселення | Клімат поселення | Клімат поселення | Клімат поселення | Клімат поселення |
| Показник                                      | Січ.             | Лют.             | Бер.             | Квіт.            | Трав.            | Черв.            | Лип.             | Серп.            | Вер.             | Жовт.            | Лист.            | Груд.            |                  |
| Середній максимум, °C                         | 10,00            | 12,06            | 17,03            | 23,62            | 28,30            | 33,14            | 33,77            | 32,81            | 28,86            | 22,86            | 16,29            | 9,96             |                  |
| Середня температура, °C                       | 0,94             | 2,98             | 7,94             | 14,55            | 19,21            | 24,06            | 27,38            | 26,42            | 22,48            | 16,48            | 9,90             | 3,58             |                  |
| Середній мінімум, °C                          | −8,16            | −6,09            | −1,13            | 5,47             | 10,12            | 14,99            | 20,99            | 20,04            | 16,10            | 10,09            | 3,53             | −2,8             |                  |
| Норма опадів, мм                              | 35               | 35               | 47               | 33               | 25               | 4                | 2                | 1                | 1                | 15               | 24               | 37               |                  |
| Середньомісячна швидкість вітру, м/с          | 1.43             | 2.10             | 3.16             | 3.30             | 2.84             | 2.75             | 2.85             | 2.75             | 2.39             | 2.30             | 1.97             | 1.44             |                  |
| Середньомісячна сонячна радіація, кДж/м²·день | 8932             | 11724            | 14126            | 17820            | 21935            | 25925            | 25736            | 23260            | 19635            | 14329            | 10632            | 8596             |                  |
| --------------------------------------------- | ---------------- | ---------------- | ---------------- | ---------------- | ---------------- | ---------------- | ---------------- | ---------------- | ---------------- | ---------------- | ---------------- | ---------------- | ---------------- |
| Джерело:                                      |                  |                  |                  |                  |                  |                  |                  |                  |                  |                  |                  |                  |                  |